# 큐라티스
큐라티스(영어: Quratis Inc.)는 대한민국의 백신 및 면역 질환 치료제 기업이다. 본사는 서울특별시 서초구 강남대로 327, 대륭서초타워 9층이다. 대표이사는 조관구이다.

## 사업
주 개발 파이프라인은 성인 및 청소년용 결핵 백신 'QTP101'과 MRNA 코로나19 백신 'QTP104'이다.

## 논란
2024년 기술 이전으로 발생한 비용을 재무제표에서 의도적으로 누락했다는 의혹을 받아 감사를 맡았던 회계 법인이 진위 확인을 요청한 상태이다
2024년 상반기 회계 검토에서 회계 법인으로부터 감사 의견 '한정'을 받았으며 상반기 91억5020만원의 영업 손실과 150억3000만원의 반기 순손실을 기록하였고 유동 부채가 유동 자산을 62억원만큼 초과했다.

## 상장
2023년 6월 15일 대신증권과 신영증권이 공동으로 대표주관회사로 공모가 4,000원에 상장하였다.

## 투자
김성준 사내이사의 개인회사인 피스투에스코리아가 최대 주주이다

## 같이 보기
- 결핵
- 아즈텍WB

## 참고문헌
1. ↑  인벤티지랩, 큐라티스 최대주주 '등극' 약업신문 2025-03-13
2. ↑  큐라티스, 공모가 4000원 확정…이달 중순 코스닥 상장 예정, 조선비즈, 2023년 6월 3일
3. ↑  옥세린, 결핵 백신 개발의 선두주자，큐라티스 조관구 대표, 데일리벳, 2020년 10월 9일
4. ↑  서윤석, 큐라티스, 증권 신고서 제출..”5월 중 상장”, 바이오스펙테이터, 2023년 4월 3일
5. ↑  오귀환, 작년 상장한 큐라티스, 기술이전 로열티 비용 고의 누락 의혹, 조선비즈, 2024년 6월 3일
6. ↑  김기령, 최대주주 바뀐 ‘동전주’ 큐라티스, 경영 정상화 가능할까, 에너지경제신문, 2024년 11월 5일
7. ↑  큐라티스, 공모가 4,000원 확정...6월 중순 코스닥 상장, 팜뉴스, 2023년 6월 2일
8. ↑  최인환, 큐라티스, 국내 부동산 회사 품으로…"백신개발 방향 변화 없어", 메디파나뉴스, 2024년 11월 2일